# Hopes, Wishes and Dreams
Hopes, Wishes and Dreams is het tweede soloalbum van Ray Thomas, zanger en fluitist van de Moody Blues. Het verscheen al snel na zijn eerste soloplaat. Na dit album hoorden we weer van hem op Octave, waarmee de Moody Blues een nieuwe richting insloegen. De hoes is weer van Phil Travers.
De bezetting is grotendeels gelijk aan zijn vorige album. Het album verkocht minder dan zijn eerste; alleen in de Verenigde Staten kwam het in de lijsten (nr 147 in de Billboard 200). Van het album werd nog een single getrokken: One night stand/Carousel (TH24), dat heeft nergens een hitlijst gehaald. Het genre raakte uit de mode; de punk kwam eraan.

## Titels
Ook nu weer romantische liedjes, allemaal geschreven door Thomas en James, behalve (1) door James en (10) door Thomas alleen:
1. In your song
2. Friends
3. We need love
4. Within your eyes
5. One night stand
6. Keep on searching
7. Didn't I
8. Migration
9. Carousel
10. The last dream.

## Musici
- Ray Thomas - zang, (bas-)dwarsfluit en mondharmonica;
- Nicky James - percussie en achtergrondzang;
- John Jones - gitaren;
- Trevor Jones - basgitaar;
- Mike Moran - toetsen;
- Graham Deakin - drums;

en een aantal achtergrondzangers waarvan Barry St. John de bekendste is.
Orkestraties werden verzorgd door Terry James.
Ook dit album is geremasterd door het ADRMsysteem van Decca zelf.